# Protéus (comics)
Pour les articles homonymes, voir Proteus.
Kevin MacTaggert, alias Protéus (« Proteus » en VO) ou Mutant X est un super-vilain évoluant dans l'univers Marvel de la maison d'édition Marvel Comics. Créé par le scénariste Chris Claremont et le dessinateur
John Byrne, le personnage de fiction apparaît pour la première fois dans le comic book Uncanny X-Men #125 en septembre 1979.

## Historique de la publication
Le personnage de Proteus apparaît pour la première fois dans Uncanny X-Men #125 en septembre 1979, bien que des allusions à son personnage soient apparues dans les numéros précédents. Tout d'abord, il apparaît hors image dans Uncanny X-Men #104. Sa voix est ensuite révélée dans Uncanny X-Men #119, alors qu'il possédait le corps de sa première victime hors image. 

## Biographie du personnage

### Origines
Kevin McTaggert est le fils de la généticienne Moira et de l'ancien Marine Joseph McTaggert. Femme battue, Moira quitte son cruel mari peu après la conception de son fils.
L'enfant et la mère vivent au centre de recherche de l'ile de Muir, au large de l'Écosse. Quand le jeune garçon commence à manifester des pouvoirs dangereux, Moira est forcée de l'isoler. Elle étudie sa mutation, appelant son fils Mutant X aux yeux des autres professeurs, pour cacher son identité.
Un jour, après un combat entre les X-Men et Magnéto, la cellule de Kevin est endommagée, et le jeune homme s'empare du corps d'Angus McWhirther. Face au Phénix (Jean Grey), il échappe de peu à la mort mais est obligé pour survivre de posséder plusieurs personnes, dont un double du mutant Jamie Madrox (l'Homme-multiple).

### Parcours
Kevin McTaggert part pour Édimbourg et y possède son père, Joseph. Attaqué par les X-Men, il détruit son corps d'emprunt. Avant qu'il ne puisse prendre un nouvel hôte, Colossus passe son bras métallique à travers la forme d'énergie de Kevin, ce qui disperse ses particules. On le croit alors mort.
Quelque temps plus tard, Moira tente de cloner son fils, mais en est dissuadé par Sean Cassidy (le Hurleur).
Des années plus tard, l'AIM tente de recréer Protéus. L'organisation utilise une femme nommée Harness et son fils mutant, Piecemeal pour absorber l'énergie dispersée de Kevin. Finalement, l'enfant gavé d'énergie et l'esprit de Kevin fusionnent. L'effort combiné des New Warriors, de Facteur-X et des Nouveaux Mutants n'est pas suffisant pour arrêter la créature. Finalement, celle-ci constate qu'elle ne trouvera jamais le bonheur et décide de se suicider en se dispersant dans l'air ambiant.

### Necrosha
Plus récemment, lors de l’histoire Necrosha (évènement qui vit la mutante immortelle Séléné ressusciter les mutants de l'île de Genosha afin de se sustenter de leurs pouvoirs et devenir enfin déesse), Proteus revient à la vie en même temps que la mutante Destinée. Caché à l'intérieur d'elle, il la manipule afin qu'elle contacte les X-Men pour les amener sur l'île de Muir, l'endroit où il a vécu enfant.
Une équipe composée de Diablo, Malicia, Magnéto, Colossus, Psylocke, Blindfold, Trance et Husk arrive sur l’île et se trouve confrontée à Protéus, qui rapidement possède plusieurs d'entre eux. Seuls Malicia et Magnéto ne sont pas possédés et doivent combattre à la fois Protéus et leurs coéquipiers possédés. Magnéto comprend alors que Protéus cherche à le mettre à distance, compte tenu de ses pouvoirs sur le métal et, malgré ses blessures, Magnéto décide de l'affronter seul à seul.

## Pouvoirs et capacités
Protéus est un mutant possédant un pouvoir psionique lui permettant de manipuler la réalité et les lois de la physique.
Le corps de Kevin McTaggert s'est peu à peu transformé en énergie pure. Il a besoin d'un hôte physique pour prendre forme ; il a alors accès aux connaissances de ses victimes. L'hôte meurt rapidement, consumé par ses vastes pouvoirs. La mort survient généralement entre quelques heures et quelques jours. Plus il se sert de ses pouvoirs, plus il consomme les corps de ses hôtes.
- Protéus est capable de modifier la réalité autour de lui, mais dans un champ assez limité. Il peut alors modifier la matière organique et inorganique, ainsi que différentes formes d’énergie. Il peut aussi se téléporter entre les dimensions[1].
- Il possède un pouvoir de télépathie, de mémorisation parfaite, et même un lien avec les ordinateurs qu'il peut contrôler à distance.

Sa faiblesse réside dans le fait qu'il ne peut pas posséder des êtres métalliques, étant très vulnérable au métal, qui altère la cohésion de son énergie et peut la disperser. Cela sauva la vie de Wolverine (dont les os sont renforcés d'adamantium, empêchant Protéus de le posséder) lors de leur première rencontre, et permit au mutant Colossus (qui possède un corps métallique) de le mettre hors d'état de nuire.